# Echte meisjes ...
Echte meisjes ... is een Nederlands realityprogramma dat oorspronkelijk van 2011 tot en met 2013 uit werd gezonden door RTL 5. In 2023 maakte het programma na tien jaar zijn terugkeer op Videoland.
In het programma worden vrouwelijke kandidaten uit andere televisieprogramma's samengebracht om tegen elkaar te strijden. Het eerste seizoen werd in 2011 uitgezonden als Echte meisjes in de jungle. Het vervolg, met als titel Echte meisjes op zoek naar zichzelf, werd uitgezonden in 2012. In het voorjaar van 2013 volgde het derde seizoen onder de naam Echte meisjes op de prairie. Bij zijn terugkeer in 2023 verscheen het onder zijn oorspronkelijke titel Echte meisjes in de jungle.

## Format
Een groep meisjes die bekend zijn uit verschillende realityprogramma's gaan samen de strijd aan. Ze worden opgedeeld in twee verschillende teams en strijden iedere aflevering door middel van twee opdrachten tegen elkaar. In deze opdrachten worden de meisjes op meerdere manieren getest op uithoudingsvermogen, kracht, kennis van de opnamelocatie etc. Iedere aflevering is er een luxeopdracht en een geldopdracht, naarmate de afleveringen volgen worden de opdrachten extremer en heftiger.
Tijdens de luxeopdracht wordt bepaald welk team in het luxe kamp slaapt en welk team in het primitieve. Het winnende team slaapt in het luxe kamp dat bestaat uit een tent met bedden, douche, toilet en een kok die voor het eten zorgt. Het verliezende team overnacht in het primitieve kamp; waarbij het team slaapt in de open lucht in een hangmat, zelf moet koken op een gaspitje en zich moeten wassen in de rivier.
Tijdens de geldopdracht wordt het winnende team van de opdracht beloond met een geldbedrag in de eerste drie seizoenen was dit 5000 euro, vanaf seizoen vier 2.500 euro. Dit geldbedrag wordt opgespaard tot de finale, hier kon de winnaar de eerste twee seizoenen uiteindelijk een geldbedrag van maximaal 50.000 euro mee naar huis nemen. In seizoen 3 is dit maximaal 40.000 euro, en vanaf seizoen vier is dit 20.000 euro.
Na een bepaald aantal afleveringen vinden er ook stemmingen plaats waarbij de teams een kandidaat uit hun team naar huis moeten stemmen. De meisjes van het team dat door de afleveringen heen het meeste geld bij elkaar heeft verdiend, gaan in de laatste fase van het spel onderling met elkaar de strijd aan. Er gaat namelijk slechts één meisje met het gewonnen geld naar huis. De meisjes zullen in het begin goed moeten samenwerken om zowel de geldopdracht als de luxe-opdracht te winnen, om gaandeweg steeds meer voor persoonlijk gewin te spelen.

## Seizoenen

### Overzicht
| Seizoen | Titel                               | Afl. | Start seizoen   | Einde seizoen    | Presentatie    | Locatie                 | Zender    |
| ------- | ----------------------------------- | ---- | --------------- | ---------------- | -------------- | ----------------------- | --------- |
| 1       | Echte meisjes in de jungle          | 10   | 24 maart 2011   | 26 mei 2011      | Quintis Ristie | Suriname                | RTL 5     |
| 2       | Echte meisjes op zoek naar zichzelf | 10   | 15 maart 2012   | 17 mei 2012      | Ad Visser      | Nepal                   | RTL 5     |
| 3       | Echte meisjes op de prairie         | 8    | 5 maart 2013    | 23 april 2013    | Patty Brard    | Verenigde Staten (Utah) | RTL 5     |
| 4       | Echte meisjes in de jungle          | 9    | 9 januari 2023  | 27 februari 2023 | Valerio Zeno   | Laos                    | Videoland |
| 5       | Echte meisjes in de jungle          | 10   | 1 januari 2024  | 26 februari 2024 | Valerio Zeno   | Suriname                | Videoland |
| 6       | Echte meisjes in de jungle          | 10   | 27 januari 2025 | 24 maart 2025    | Valerio Zeno   | Colombia                | Videoland |

### Seizoen 1:Echte meisjes in de jungle(2011)
Het eerste seizoen verscheen onder de naam Echte meisjes in de jungle. Het eerste seizoen bestond uit tien afleveringen en werd uitgezonden door RTL 5. In het programma maakten tien meisjes vier weken lang een tocht door de rimboe van Suriname. Ze moesten daar diverse opdrachten uitvoeren waarna uiteindelijk één meisje maximaal 50.000 euro won. Quintis Ristie presenteerde het programma en adviseerde de meisjes. Britt Dekker won de finale van Leslie Keijzer en won het bedrag van 30.000 euro.
| Plaats | Deelnemer         | Bekend van              | Team                                | Resultaat                                 |
| ------ | ----------------- | ----------------------- | ----------------------------------- | ----------------------------------------- |
| 1      | Britt Dekker      | Take Me Out             | Sranang Sweeties                    | Winnares, aflevering 10                   |
| 2      | Leslie Keijzer    | Echte Gooische meisjes  | Sranang Sweeties                    | Verloor finale, aflevering 10             |
| 3      | Pauline Wingelaar | Echte Gooische meisjes  | Brokopondo Babes                    | Verloor halve finale, aflevering 10       |
| 3      | Nadia Derbane     | De Gouden Kooi          | Brokopondo Babes                    | Verloor halve finale, aflevering 10       |
| 5      | Anna Jonckers     | Dames in de Dop         | Brokopondo Babes                    | Weggestemd, aflevering 9                  |
| 5      | Michella Kox      | Dames in de Dop         | Sranang Sweeties                    | Weggestemd, aflevering 9                  |
| 7      | Ymke Wieringa     | Take Me Out             | Brokopondo Babes / Sranang Sweeties | Vertrok door verwondingen, aflevering 8   |
| 8      | Adinda Kennedy    | Benelux' Next Top Model | Sranang Sweeties                    | Vertrok om medische redenen, aflevering 5 |
| 9      | Jaëlle Leclerc    | Benelux' Next Top Model | Brokopondo Babes                    | Weggestemd, aflevering 4                  |
| 10     | Amanda Balk       | De Gouden Kooi          | Sranang Sweeties                    | Gestopt, aflevering 3                     |

- Tijdens de opnames raakten deelneemsters Amanda Balk en Michella Kox in een verhitte discussie die uiteindelijk eindigde in een vechtpartij.[4] Na die vechtpartij ontstonden er nog meerdere ruzies tussen de twee waardoor Balk besloot het programma vrijwillig te verlaten.
- Tijdens een opdracht werd deelneemster Ymke Wieringa gebeten door een slang en moest het programma verlaten.[5]

### Seizoen 2:Echte meisjes op zoek naar zichzelf(2012)
Echte meisjes op zoek naar zichzelf was het vervolg op Echte meisjes in de jungle en werd op 15 maart 2012 eveneens uitgezonden op RTL 5. Het seizoen bestond uit tien afleveringen. Britt Dekker, de winnaar van seizoen een, verdedigde haar titel tegen andere meisjes uit verschillende RTL 5-realitysoaps. Echte meisjes op zoek naar zichzelf werd opgenomen in Nepal en werd gepresenteerd door Ad Visser. Priscilla van der Meer won de finale van Roos van Gelder en won het bedrag van 27.500 euro.
| Plaats | Deelnemer              | Bekend van                                      | Team    | Resultaat                          |
| ------ | ---------------------- | ----------------------------------------------- | ------- | ---------------------------------- |
| 1      | Priscilla van der Meer | Beauty & de Nerd                                | Ganesha | Winnares, aflevering 10            |
| 2      | Roos van Gelder        | Oh Oh Cherso                                    | Ganesha | Verloor finale, aflevering 10      |
| 3      | Bibi Breijman          | Oh Oh Cherso                                    | Ganesha | Weggestemd, aflevering 10          |
| 4      | Tessa Kort             | Benelux' Next Top Model                         | Shiva   | Verloor halve finale, aflevering 9 |
| 4      | Daniella Merringer     | Beauty & de Nerd                                | Shiva   | Verloor halve finale, aflevering 9 |
| 4      | Britt Davids           | New Chicks                                      | Shiva   | Verloor halve finale, aflevering 9 |
| 7      | Renée Trompert         | Benelux' Next Top Model                         | Shiva   | Weggestemd, aflevering 9           |
| 7      | Maria Visbeen          | Take Me Out                                     | Ganesha | Weggestemd, aflevering 9           |
| 9      | Jenna Meijer           | Dames en Heren in de Dop                        | Shiva   | Weggestemd, aflevering 5           |
| 9      | Britt Dekker           | Take Me Out, winnaar Echte meisjes in de jungle | Ganesha | Weggestemd, aflevering 5           |

### Seizoen 3:Echte meisjes op de prairie(2013)
Echte meisjes op de prairie (ook bekend als Echte meisjes & jongens op de prairie) was het derde seizoen van de Echte meisjes-serie. Dit was tevens het eerste seizoen waar naast de meisjes ook vijf jongens aan mee deden. Het programma werd vanaf 5 maart 2013  uitgezonden op RTL 5 en bestond uit acht afleveringen. Echte meisjes op de prairie werd opgenomen in de Amerikaanse staat Utah en gepresenteerd door Patty Brard. In dit seizoen deed Michella Kox voor de tweede keer mee in de Echte meisjes-serie, eerder was ze te zien in Echte meisjes in de jungle. Ricardo Visser won de finale van Bram de Bruijn en won het bedrag van 23.500 euro.
| Plaats | Deelnemer        | Bekend van                                  | Team              | Resultaat                                      |
| ------ | ---------------- | ------------------------------------------- | ----------------- | ---------------------------------------------- |
| 1      | Ricardo Visser   | De Gouden Kooi                              | Daisies / Dollies | Winnaar met 4 punten, aflevering 8             |
| 2      | Bram de Bruijn   | Barbie's bruiloft                           | Dollies           | Verloor finale met 1 punt, aflevering 8        |
| 3      | Ovo Drenth       | Holland's Next Top Model                    | Dollies           | Verloor duel van Ricardo en Bram, aflevering 8 |
| 4      | Claire Recourt   | De Gouden Kooi                              | Dollies / Daisies | Verloor halve finale, aflevering 8             |
| 4      | Jill Kleinjan    | Oh Oh Europa                                | Daisies           | Verloor halve finale, aflevering 8             |
| 4      | Joost Rijs       | De Modepolitie                              | Daisies           | Verloor halve finale, aflevering 8             |
| 7      | Giovanni Diekema | Oh Oh Cherso                                | Dollies           | Verloor shoot-out van Bram, aflevering 7       |
| 7      | Kim Vierhout     | In Love with Sterretje                      | Daisies           | Weggestemd, aflevering 7                       |
| 9      | Michella Kox     | Dames in de Dop, Echte meisjes in de jungle | Dollies           | Verloor shoot-out van Ovo, aflevering 4        |
| 9      | Sunny Parag      | Take Me Out                                 | Daisies           | Verloor shoot-out van Joost, aflevering 4      |

### Seizoen 4:Echte meisjes in de jungle(2023)
Na tien jaar afwezigheid maakte het vierde seizoen van de Echte meisjes-reeks op 9 januari 2023 zijn terugkeer onder de oorspronkelijke titel Echte meisjes in de jungle. Ditmaal werd het programma echter uitgezonden door Videoland. De presentatie van dit seizoen lag in handen van Valerio Zeno. De meisjes hebben voor deze reeks drie weken opnames gehad, in de jungle van Laos. Michella Kox maakte voor de derde keer haar opwachting in het programma en keerde als enige 'Echte meisje' terug voor het seizoen. Kelly Heruer won de finale van Diva Brons en won het bedrag van 10.250 euro. Het was het eerste seizoen dat afsloot met een speciale reünie-aflevering waarin de kandidaten in Nederland op het seizoen terugblikten.
| Plaats | Deelnemer        | Bekend van                                  | Team                               | Resultaat                                 |
| ------ | ---------------- | ------------------------------------------- | ---------------------------------- | ----------------------------------------- |
| 1      | Kelly Heruer     | A star is born                              | Si Fah Sweethearts                 | Winnares, aflevering 8                    |
| 2      | Diva Brons       | De Bachelor                                 | Si Fah Sweethearts                 | Verloor de finale, aflevering 8           |
| 3      | Fabiola Volkers  | Holland's Next Top Model, Temptation Island | Si Deng Babes                      | Verloor de halve finale, aflevering 7     |
| 3      | Jill Goede       | Big Brother                                 | Si Deng Babes                      | Verloor de halve finale, aflevering 7     |
| 5      | Janice Blok      | X Factor                                    | Si Deng Babes                      | Geëlimineerd, aflevering 7                |
| 6      | Lena Semenova    | Ex on the Beach                             | Si Fah Sweethearts                 | Geëlimineerd, aflevering 7                |
| 7      | Michella Kox     | Dames in de Dop, Echte meisjes ...          | Si Fah Sweethearts / Si Deng Babes | Weggestemd, aflevering 6                  |
| 7      | Annebel Visscher | Temptation Island                           | Si Deng Babes / Si Fah Sweethearts | Weggestemd, aflevering 6                  |
| 9      | Channah Koerten  | Ex on the Beach, Temptation Island VIPS     | Si Fah Sweethearts                 | Weggestemd, aflevering 4                  |
| 10     | Gaby Blaaser     | De Bachelorette, SpangaS                    | Si Deng Babes                      | Vertrok om medische redenen, aflevering 4 |
| 11     | Esmee Ipema      | Ex on the Beach                             | Si Deng Babes                      | Vertrok om medische redenen, aflevering 3 |
| 12     | Louisa Janssen   | Idols                                       | Si Fah Sweethearts                 | Verwijderd vanwege geweld, aflevering 3   |

- Tijdens de opnames raakten deelneemsters Louisa Janssen en Esmee Ipema in een verhitte discussie die uiteindelijk eindigde in een vechtpartij. Janssen moest door het geweld het programma verlaten, Ipema moest op haar beurt door haar opgelopen geblesseerde arm ook het programma verlaten.[14]
- Tijdens de opnames moest deelnemer Gaby Blaaser het programma door medische redenen vroegtijdig verlaten. Toen de bewuste aflevering hiervan werd uitgezonden werd bekend dat Blaaser tijdens de opnames ontdekte dat ze zwanger was waardoor ze door de productie naar huis werd gestuurd.[15]

### Seizoen 5:Echte meisjes in de jungle(2024)
Op 24 september 2023 maakte Videoland bekend te werken aan het nieuwe seizoen, diezelfde dag werden op het vliegveld de kandidaten bekendgemaakt en vertrokken ze meteen voor de opnames naar het buitenland. Michella Kox maakte voor de vierde keer haar opwachting in het programma. Daarnaast kregen Louisa Janssen en Esmee Ipema een tweede kans van de productie om deel te nemen aan het programma, doordat ze in het vorige seizoen na een vechtpartij beide het programma moesten verlaten. Het vijfde seizoen ging op 1 januari 2024 van start met een dubbele aflevering. Michelle Loots won de finale van Jacomien Zoer en won het bedrag van 15.300 euro. Ook dit seizoen sloot af met een speciale reunië-aflevering.
| Plaats | Deelnemer          | Bekend van                                  | Team                                | Resultaat                                           |
| ------ | ------------------ | ------------------------------------------- | ----------------------------------- | --------------------------------------------------- |
| 1      | Michelle Loots     | Roy Donders altijd wat bijzonders           | Sranang Sweeties / Brokopondo Babes | Winnares, aflevering 9                              |
| 2      | Jacomien Zoer      | Urk!                                        | Brokopondo Babes                    | Verloor de finale, aflevering 9                     |
| 3      | Kelly van der Veer | Big Brother                                 | Brokopondo Babes / Sranang Sweeties | Verloor duel van Michelle en Jacomien, aflevering 9 |
| 4      | Michella Kox       | Dames in de Dop, Echte meisjes ...          | Sranang Sweeties / Brokopondo Babes | Verloor halve finale, aflevering 9                  |
| 4      | Esmee Ipema        | Ex on the Beach, Echte meisjes in de jungle | Brokopondo Babes / Sranang Sweeties | Verloor halve finale, aflevering 9                  |
| 4      | Shirley Cramer     | Temptation Island VIPS                      | Brokopondo Babes / Sranang Sweeties | Verloor halve finale, aflevering 9                  |
| 7      | Deveny Sooda       | Married at First Sight: Match or Mistake    | Sranang Sweeties                    | Weggestemd, aflevering 8                            |
| 7      | Famke Louise       | Models in Paris, Bont Girl                  | Sranang Sweeties                    | Weggestemd, aflevering 8                            |
| 9      | Vonneke Bonneke    | Like me I'm famous, De Tatta's              | Brokopondo Babes                    | Weggestemd, aflevering 6                            |
| 9      | Shanta Bakker      | Temptation Island: Love or Leave            | Sranang Sweeties                    | Weggestemd, aflevering 5                            |
| 11     | Louisa Janssen     | Idols, Echte meisjes in de jungle           | Sranang Sweeties                    | Weggestemd, aflevering 3                            |
| 11     | Lesley Versprille  | Ex on the Beach                             | Brokopondo Babes                    | Weggestemd, aflevering 3                            |
| 13     | Imen Dirie         | Love Island                                 | Brokopondo Babes                    | Weggestemd, aflevering 2                            |

- Tijdens aflevering twee werd kandidaat Imen Dirie naar huis gestemd door haar teamcaptain, zij werd vervolgens vervangen door Vonneke Bonneke die als extra deelnemer haar entree in het programma maakte.[22]

### Seizoen 6:Echte meisjes in de jungle(2025)
Op 30 augustus 2024 werd door RTL een nieuw seizoen bekendgemaakt en vertrok een nieuwe groep kandidaten diezelfde dag naar Colombia voor de opnames. Yara Nour werd ook onthuld op het vliegveld als kandidaat maar ging last minute toch niet mee. In de eerste instantie werd privéomstandigheden als reden opgegeven, later werd duidelijk dat Yara Nour nog een taakstraf had openstaan waardoor ze niet mee mocht. Een dag na de aankondiging van de kandidaten maakte Videoland in een speciaal filmpje bekend dat Michella Kox de groep achterna zou reizen en als verrassing zich bij hen zou aansluiten, hiermee doet Kox voor de vijfde keer mee aan het programma. Joan Pronk won de finale van Christina Curry en won het bedrag van 18.900 euro.
| Plaats | Deelnemer            | Bekend van                                  | Team                               | Resultaat                                   |
| ------ | -------------------- | ------------------------------------------- | ---------------------------------- | ------------------------------------------- |
| 1      | Joan Pronk           | Love Island                                 | Bogota Beauties                    | Winnares, aflevering 9                      |
| 2      | Christina Curry      | Adam's family                               | Cartagena Chicas                   | Verloor de finale, aflevering 9             |
| 3      | Michella Kox         | Dames in de Dop, Echte meisjes ...          | Bogota Beauties                    | Verloor van Christina en Joan, aflevering 9 |
| 4      | Sharon Ipema         | Ex on the Beach                             | Cartagena Chicas / Bogota Beauties | Geëlimineerd, aflevering 9                  |
| 4      | Elodie Laay          | Ex on the Beach                             | Bogota Beauties                    | Geëlimineerd, aflevering 9                  |
| 4      | Jawahir Khalifa      | Holland's Next Top Model, Too Hot To Handle | Bogota Beauties / Cartagena Chicas | Geëlimineerd, aflevering 9                  |
| 7      | Nycole Dias          | Love Island                                 | Cartagena Chicas / Bogota Beauties | Geëlimineerd, aflevering 9                  |
| 8      | Beate van der Weide  | De Bachelor                                 | Cartagena Chicas / Bogota Beauties | Vertrok om medische redenen, aflevering 7   |
| 9      | Daniëlle Balk        | De bondgenoten                              | Bogota Beauties / Cartagena Chicas | Geëlimineerd, aflevering 6                  |
| 10     | Nicol Kremers        | Familie Gillis: Massa is Kassa              | Cartagena Chicas                   | Vertrok om medische redenen, aflevering 6   |
| 11     | Greetje Hakvoort     | Urk!                                        | Cartagena Chicas / Bogota Beauties | Weggestemd, aflevering 5                    |
| 11     | Jessica Yu Ching Chu | De slechtste chauffeur van Nederland        | Bogota Beauties / Cartagena Chicas | Weggestemd, aflevering 4                    |

- Tijdens aflevering zes vertrok Nicol Kremers om medische redenen, en werden er nieuwe teamcaptains gekozen die een 'dream team' moesten samenstellen. Omdat Daniëlle Balk als laatste overbleef, moest zij de jungle verlaten.
- Tijdens aflevering zeven vertrok Beate van der Weide om medische redenen het programma, nadat ze haar pols brak tijdens een val.[28]

## Duitse versie
Vanaf 22 augustus 2013 werd een Duitse variant op Echte meisjes in de jungle door ProSieben uitgezonden onder de naam Reality Queens auf Safari.

## Spin-off
In december 2024 werd een spin-off van het programma aangekondigd onder de titel Echte jongens op safari, hierin gaan bekende Nederlandse jongens met elkaar de strijd aan in de wildernis.

## Prijzen
Op 1 december 2023 wist het programma met zijn terugkeer in 2023 een Dutch Reality Award te winnen in de categorie Beste reality programma. Diezelfde avond won deelneemster Michella Kox de Dutch Reality Award in de categorie Reality hoogtepunt dankzij haar terugkeer in het programma, waarbij ze met de woorden "Ik ben net een kakkerlak, ik kom altijd terug" als nieuw teamlid van het concurrerende team het kamp in kwam lopen.

## Trivia
- Sommige deelnemers deden vaker aan het programma mee. Zo heeft Michella Kox het vaakst deelgenomen aan het programma met in totaal vijf seizoenen. Deelnemers Britt Dekker, Louisa Janssen en Esmee Ipema deden alle in twee seizoenen mee.
- Tijdens het vijfde seizoen van de webserie De Kluis was er een aflevering met een "Echte Meisjes"-team dat de kluis moest overvallen.[33] Dit team bestond uit Michella Kox, Louisa Janssen en Diva Brons die ook een team waren in het Echte meisjes in de jungle-seizoen van 2023.